# DNG
DNG (del inglés: Digital Negative) es un formato abierto, aunque propiedad de Adobe Systems Inc. que hizo público en septiembre de 2004, para ficheros de fotografías de tipo RAW.

## Historia
Surge por la necesidad de crear un estándar para los archivos de fotografía de tipo RAW, puesto que cada marca utiliza un formato propio de archivo e incluso diferentes entre modelos. En 2005 la cantidad de formatos raw diferentes supera la centena[cita requerida]. Si a ello se añade que fabricantes como Nikon y Sony han comenzado a cifrar sus archivos RAW, la tarea de terceros fabricantes de software relacionado con la fotografía se dificulta. A ello se suma el temor de que si un fabricante deja de ofrecer servicio a un modelo obsoleto (puede ser tras 5 años)[cita requerida] podamos vernos en un futuro en la situación de no poder ver o manipular nuestras antiguas fotos tomadas en raw.
Por todo ello, a finales de 2005 comienza a establecerse el formato raw abierto AdobeDNG en la industria fotográfica, así como entre algunos fabricantes de cámaras. En el campo semiprofesional, son las marcas Samsung (Pro 815) y Ricoh (GR Digital) las primeras. En el segmento profesional son tanto Leica (Digital-modul-R) como Hasselblad/Imacon (H2D) las primeras. Posteriormente se ha incorporado también la marca Pentax, cuyas cámaras réflex actuales permiten guardar en su propio formato Raw o en DNG.

## Características
- Flexibilidad al poder trabajar con las fotos en cualquier sistema. Con el sistema raw propietario puede darse el caso de que únicamente se pueda editar en un ordenador, por no disponer del software de la cámara en ningún otro cuyo propietario posea una cámara similar y por tanto sus controladores.
- Garantía de durabilidad en el tiempo. Podría ser muy probable que tras unos años, el fabricante deje de dar servicio para un modelo de cámara y que el software futuro de los nuevos modelos no reconozca el formato específico de una cámara determinada. Al crearse un estándar la probabilidad de poder trabajar con cualquier software las fotos de una cámara en concreto se multiplica.
- DNG emplea compresión efectiva sin pérdida de calidad.

OpenRAW también es otro intento de estandarización de los formatos raw, como software abierto, libre y no propietario.